# Nassaublauw

Nassaus blauw

Nassaublauw is een bepaalde tint blauw. Ook de aanduiding Nassaus blauw of nassaublauw, en in militaire voorschriften aaneengeschreven "nassausblauw" komen voor.
De kleur kwam van oudsher voor op de livreien van de lakeien en personeelsleden van de prinsen van Oranje die uit het grafelijke huis van de Nassaus stammen. Ook de koningen der Nederlanden gebruik(t)en deze kleur veelvuldig.
De kleur wordt, naast oranje, veel gebruikt in Nederlandse onderscheidingen en in de Nederlandse heraldiek. In de heraldiek is er strikt genomen maar één blauw, altijd azuur genoemd maar de tekenaar heeft enige vrijheid bij het kiezen van kleuren voor pronkstukken en versieringen.
De precieze kleur is volgens het ministerie van defensie in het Pantone Matching System 654 en in het CMYK systeem: 100C 60M 0Y 50K.
In 1937 werd bij koninklijk besluit bepaald dat de kleuren van de Nederlandse vlag rood, wit en blauw zijn. Minister-president Drees liet in 1952 vastleggen dat door de rijksoverheid aan te schaffen vlaggen "dezelfde kleuren rood en blauw zullen dienen te hebben, als de vlaggen, welke thans gevoerd worden op Hr.Ms. schepen en walinrichtingen der Koninklijke Marine." In normblad NEN 3055 van 1958 werd dit verder gepreciseerd tot "helder vermiljoen, helder wit en kobaltblauw". Dat blauw, vastgelegd als RAL 5013, verschilt van het daarvóór wel gebruikte nassaublauw.
adelaar · Agnus Dei · alliantiewapen · andreaskruis · ankerkruis · armoriaal · baldakijn · barensteel · bezant · Bourgondisch kruis · brisure · cartouche · centaur · cordelière · dekkleed · dorpsvlag · dorpswapen· drieberg · dubbelkoppige adelaar · dwarsbalk · fleur de lis · fleuron · Friese adelaar · gaande leeuw · gecarteleerd · Gelderse leeuw · gepaald · gravenkroon · groot wapen · griffioen · hartschild · helmkroon · helmteken · heraldische kleur · herautstuk · hermelijn · hoed · Hollandse tuin · huismerk · Jeruzalemkruis · karbonkel · keizerskroon · keper · koek · kromstaf · kroon · krukkenkruis · kwartier · kwartileren · kwartierzoom · leeuw · markiezenkroon · merlet · molenijzer · motto · muurkroon · nassaublauw · natuurlijke kleur · Nederlandse leeuw · Nederlandse Maagd · ombrellino · ordeketen · palen · pentagram · pijlenbundel · raadselwapen · raaf · respectant · riddertoernooi · rijksbanier · rijkskleuren · rijksstandaard · rijkswapen · roos · Rudolfinische keizerskroon · Saksenros · Saladins Adelaar · scharlakenrood · schildhoofd · schildhouder · schildvoet · schildzoom · schoof · schuinbalk · schuinstreep sinister · sinister · sleutels van Petrus · socialistische heraldiek · sprekend wapen · stadskleuren · standaard · stedenmaagd · ster · tinctuur · vair · vermeerdering · vlag · vorstenhoed · vrijheidshoed · vrijkwartier · vrouwenwapen · wapen · wapenbelasting · Wapenboek Beyeren · Wapenboek Gelre · wapenbord · wapendiploma · wapendier · wapenkast · wapenkoning · wapenmantel · wapenrecht · wapenrol · wapenstier · wapentent · wassende en afnemende maan · Waterlandse zwaan · Westfriese boomwapens · wildeman · wolfsangel · wrong